# Arkys curtulus
Arkys curtulus és una espècie de petita aranya de la família dels àrquids (Arkyidae), que es troba a l'est d'Austràlia. De vegades s'anomena en anglès small bird dropping spider (aranya que cau de petits ocells), ja que se sol veure sobre les fulles, esperant que s'acostin les preses. L'alimentació inclou estratiòmids. Els colors i els patrons varien considerablement; alguns són de color crema, taronja, motejat, marró o negre. Es considera una species inquirenda, és a dir, d'identitat dubtosa.